# 舌辛川
舌辛川（したからがわ）は、北海道釧路総合振興局管内を流れ阿寒川と合流した後に太平洋に注ぐ二級河川。阿寒川水系の支流である。

## 地理
北海道釧路総合振興局釧路市にある阿寒カルデラ外輪山の徹別岳で源を発し、阿寒町舌辛地区で水系本流の阿寒川と合流し太平洋に注ぐ。

## 地名由来
川の名の「したから」はアイヌ語に由来するが諸説あり、明治期の『永田地名解』には「シタ・カラ」（犬の子を産みたる処）と記録される。アイヌ語地名研究者の山田秀三はアイヌの古老・八重九郎から「シタッ・カラ」（ダケカンバを採る川）との説を得ている。また「シタ・コロ・ベ」（犬を産みたる処）との説もある。

## 利水
支流のシュンクシタカラ川は上水道（阿寒簡易水道）として利水される。

## 流域の自治体
北海道
釧路総合振興局釧路市阿寒町

## 支流
括弧内は流域の自治体
- ポン舌辛川
- ベルプナイ川
- 布伏内川
- シュンクシタカラ川
- 下布伏内川
- 知茶布川
- 佐藤川
- チロッペ川

## 主な橋梁
- 雪景橋 - 国道274号
- 古潭橋 - 北海道道222号雄別釧路線
- 布伏内橋 - 北海道道222号雄別釧路線
- 十七号線橋
- すずらん橋 – 人道橋
- 富士見橋 - 国道240号